# Бобыно
Бобы́но (Несито, бел. Бабы́на) — озеро в Полоцком районе Витебской области Белоруссии. Относится к водосборному бассейну реки Начи (левый приток Западной Двины). Озеро является платным для рыбалки. Местность преимущественно грядисто-холмистая, местами поросшая кустарником, местами болотистая.

## Описание
Озеро находится в 15 км к юго-западу от Полоцка, на северо-западном берегу озера расположена деревня Бобыничи. Расположено на высоте 143,9 м над уровнем моря. С северо-запада из озера вытекает протока в озеро Бобыничи (Бобыно), через которое протекает река Быстрица (приток Начи).
Площадь поверхности — 0,49 км², длина — 1,33 км, наибольшая ширина — 0,56 м. Длина береговой линии — 3,65 км, объём воды — 6,07 млн м³. Входит в число глубочайших озёр Белоруссии: средняя глубина — 15 м, наибольшая — 32,3 м. Площадь водосборного бассейна — 6,3 км².
В озере представлены водные растения: камыш, тростник, кубышка, рдест. Из подводных растений — роголистник.
В озере водятся такие виды рыб как: лещ, плотва, красноперка, щука, окунь, линь, густера, угорь. Также в реке водится понтопорея, которая занесена в Красную книгу Республики Беларусь.
Недалеко от западного берега озера находится животноводческая ферма, из-за которой прозрачность у озера не такая высокая, какая могла бы быть.